# Sainte-Geneviève-des-Bois, Essonne
Sainte-Geneviève-des-Bois är en kommun i departementet Essonne i regionen Île-de-France i norra Frankrike. Kommunen ligger i kantonen Sainte-Geneviève-des-Bois som tillhör arrondissementet Palaiseau. År 2022 hade Sainte-Geneviève-des-Bois 35 714 invånare.

## Befolkningsutveckling
Antalet invånare i kommunen Sainte-Geneviève-des-Bois
| Referens: INSEE |